# Jonas Boeckman
Jonas Boeckman (* 1716 in Winberg, Halland) war ein schwedischer Mediziner und Hochschullehrer. 
Boeckmann studierte in Lund und Halle Medizin. Ab 1744 praktizierte er in Stockholm, bis er 1747 vom schwedischen König Friedrich an die Universität Greifswald berufen wurde. 1763 legte er seine Professur nieder und kehrte nach Stockholm zurück. Sein Sterbejahr konnte bisher nicht ermittelt werden.